# Volkswagen Kübelwagen

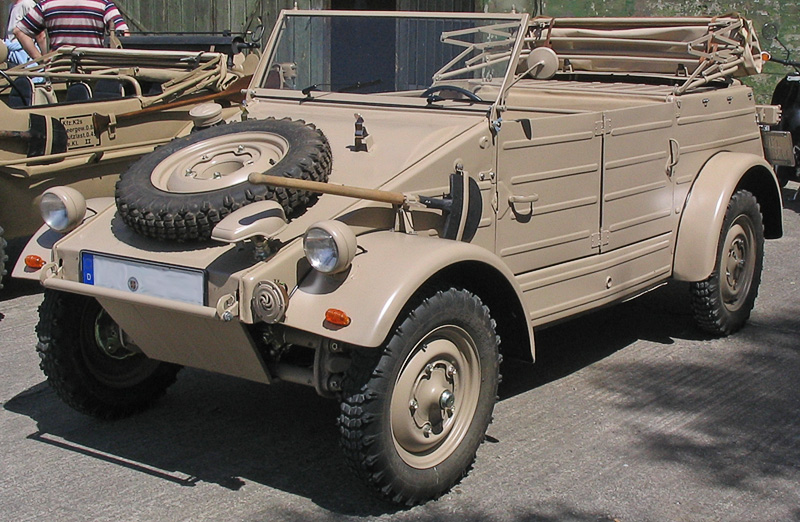
VW Kübelwagen.

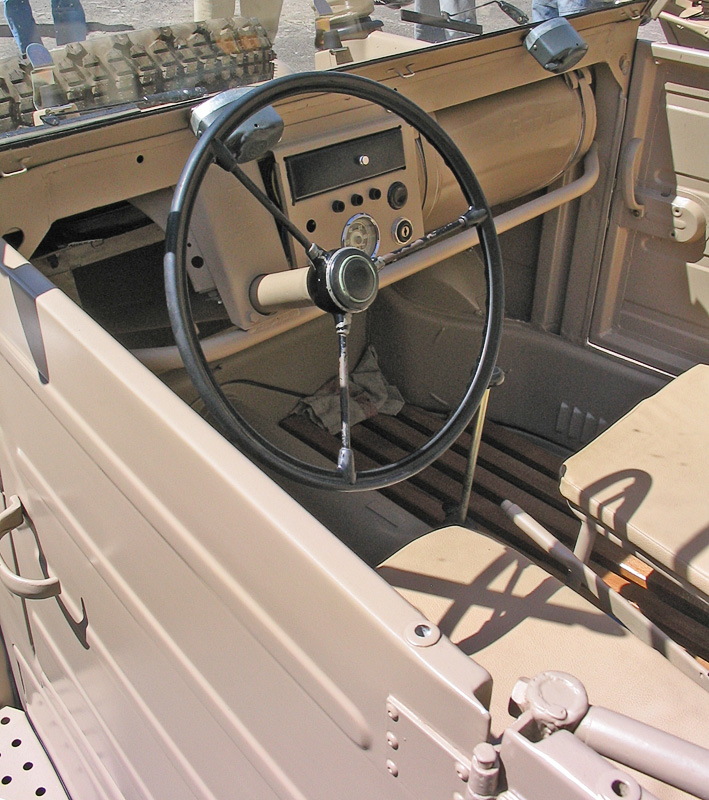
Intérieur.

Le VW 82 Kübelwagen (« voiture baquet » pour Kübelsitzwagen, voiture à sièges baquet) est un véhicule léger militaire allemand de la Seconde Guerre mondiale, produit et utilisé de 1940 à 1945.

## Historique
Conçu par Ferdinand Porsche avant le début du conflit, le Kübelwagen possède une carrosserie ouverte simplifiée montée sur le châssis et dotée des éléments mécaniques de la voiture civile appelée alors « KdF-Wagen », devenue plus tard la Coccinelle. Pour améliorer ses capacités tout-terrain sa garde au sol est augmentée par des ponts-portiques (des essieux surélevés avec un système d'engrenages disposés sur les moyeux de chaque roue) avec réducteurs au niveau des roues, augmentant le couple de traction. Dans le même but, la voiture est également équipée d'un différentiel de la société ZF (Zahnrad Fabrik) à Friedrichshafen, autobloquant à galets pour augmenter les capacités de franchissement en terrain glissant.
Par sa légèreté et son différentiel autobloquant, la VW 82 4 × 2 (quatre roues dont deux motrices) s'est souvent montrée meilleure en franchissement que les « Jeep » MB ou GPW 4 × 4 beaucoup plus lourdes et sans différentiels verrouillables qui la ramènent aux performances d'une 4 × 2 lorsque deux roues patinent d'un même côté. Certains officiers allemands lui préféraient toutefois les Jeep qu'ils capturaient à l'ennemi, les trouvant, selon l'historien Antony Beevor, « bien supérieures ».
Conçu comme véhicule de transport de troupes, le Kübelwagen était agile, fiable et facile à produire. L'armée allemande en utilisa 55 000 exemplaires durant la Seconde Guerre mondiale.

## Version civile tardive
En 1968, Volkswagen lança la type 181, assez semblable au Kübelwagen visuellement par ses lignes extérieures, mais sans aucune pièce commune avec le véhicule militaire de 1940. Avec la mode de l'écologie et le mouvement hippie, étaient apparus aux États-Unis divers véhicules récréatifs, comme le Meyers Dune Buggy (kit artisanal sur un châssis raccourci de Coccinelle), et il existait une demande pour des voitures « de plage » décapotables et ayant certaines capacités en tout-terrain pour une deux roues motrices.
Par ailleurs, il existait dans le cadre de l'OTAN un projet de Jeep européenne légère.
Cela devait conduire Citroën à produire la Méhari (sur base de 2 CV), Renault à lancer la Rodéo et Austin/Leyland la Mini Moke.
Tous ces véhicules n'étaient pas des quatre roues motrices (hors versions spéciales comme la Rodéo SINPAR ou la Méhari 4 x4), mais avaient certaines capacités de franchissement sur mauvais chemins.
La VW type 181 baptisée « the thing » (la chose) aux États-Unis, « Safari » au Mexique et « Trekker » en Grande-Bretagne avait des ponts-portiques comme le Kübelwagen original.
En 2018, la VW type 181 est toujours en service dans les forces armées royales thaïlandaises.

## Caractéristiques techniques
- Motorisation : Volkswagen à 4 cylindres à plat, refroidi par air :
  - 985 cm3, 23,5 ch (17 kW) à 3 200 tr/min ;
  - 1 131 cm3, 24,5 ch (18 kW).
- Poids à vide : 725 kg, poids total en charge : 1 025 kg.
- Garde au sol : 29 cm.
- Empattement : 2,4 m.
- Longueur : 3,74 m, largeur : 1,6 m, hauteur totale : 1,6 m, hauteur (capote et pare-brise baissés) : 1,12 m.
- Voie avant : 1,35 m, voie arrière : 1,36 m.
- Pneumatiques : 5.25x16, jantes : tôle emboutie en acier, 5 trous, entraxe 205, 16x4,5.